# 太空探索優異獎章
太空探索優異獎章（俄語：Медаль «За заслуги в освоении космоса»），是俄羅斯聯邦頒發的一項獎章。

## 歷史
太空探索優異獎章於2010年9月7日根據總統令設立，以改善俄羅斯聯邦的國家獎勵制度，該總統令詳述了此獎章的頒發章程和外觀；此獎章曾在2011年12月16日根據總統令進行修訂，正式設立此獎章的略章。

## 頒發
太空探索優異獎章是頒發給在研究太空科技、開發利用太空的方法、培訓天文學方面的人才上作出重大貢獻，以加強俄羅斯聯邦的國防及確保其利益、鼓勵加強國際間的太空科技合作的俄羅斯聯邦公民。如果外國公民對俄羅斯聯邦太空科技的發展作出傑出貢獻，同樣可以獲頒此獎章。受勳者應把勳章戴在胸部的左邊，並且要和鐵路發展獎章放在一起。

## 獎章外貌
太空探索優異獎章為一圓形的銀牌，直徑長32mm，邊緣凸起。獎章正面印有一支正在發射的R-7火箭，火箭的左面有一顆大的四角星，右方則有兩顆較小的四角星；反面印有一行字“太空探索優異”（俄語：ЗА ЗАСЛУГИ В ОСВОЕНИИ КОСМОСА），底部有一條預留用作填上序號的橫線。 
太空探索優異獎章的綬帶為一五邊形，上有一條5毫米寬的深藍色條紋，左右均有24mm的淺藍色條紋。